# 矢ノ原湿原
矢ノ原湿原（やのはらしつげん）は福島県大沼郡昭和村にある標高約660mの高層湿原。福島県自然環境保全地域に指定されている。

## 概要
高層・低層の２つの層で形成されており、約8万年にできたといわれる日本で二番目に古い湿原（一番古いのは、長野県の逆谷地湿原）。約280種類の植物が自生し、野鳥の宝庫でもあり、稀少なハッチョウトンボも棲息している。

## 周辺
- 宮床湿原
- 駒止湿原